# Egid Quirin Asam

Egid Quirin Asam

Egid Quirin Asam (~ 1. September 1692 in Tegernsee; † 29. April 1750 in Mannheim) war ein bedeutender Bildhauer und Architekt des süddeutschen Barock. Zusammen mit seinem Bruder Cosmas Damian schuf er St. Johann Nepomuk in München, St. Georg in Weltenburg und viele weitere Kirchen; allein St. Mariä Himmelfahrt in Rohr.

## Leben

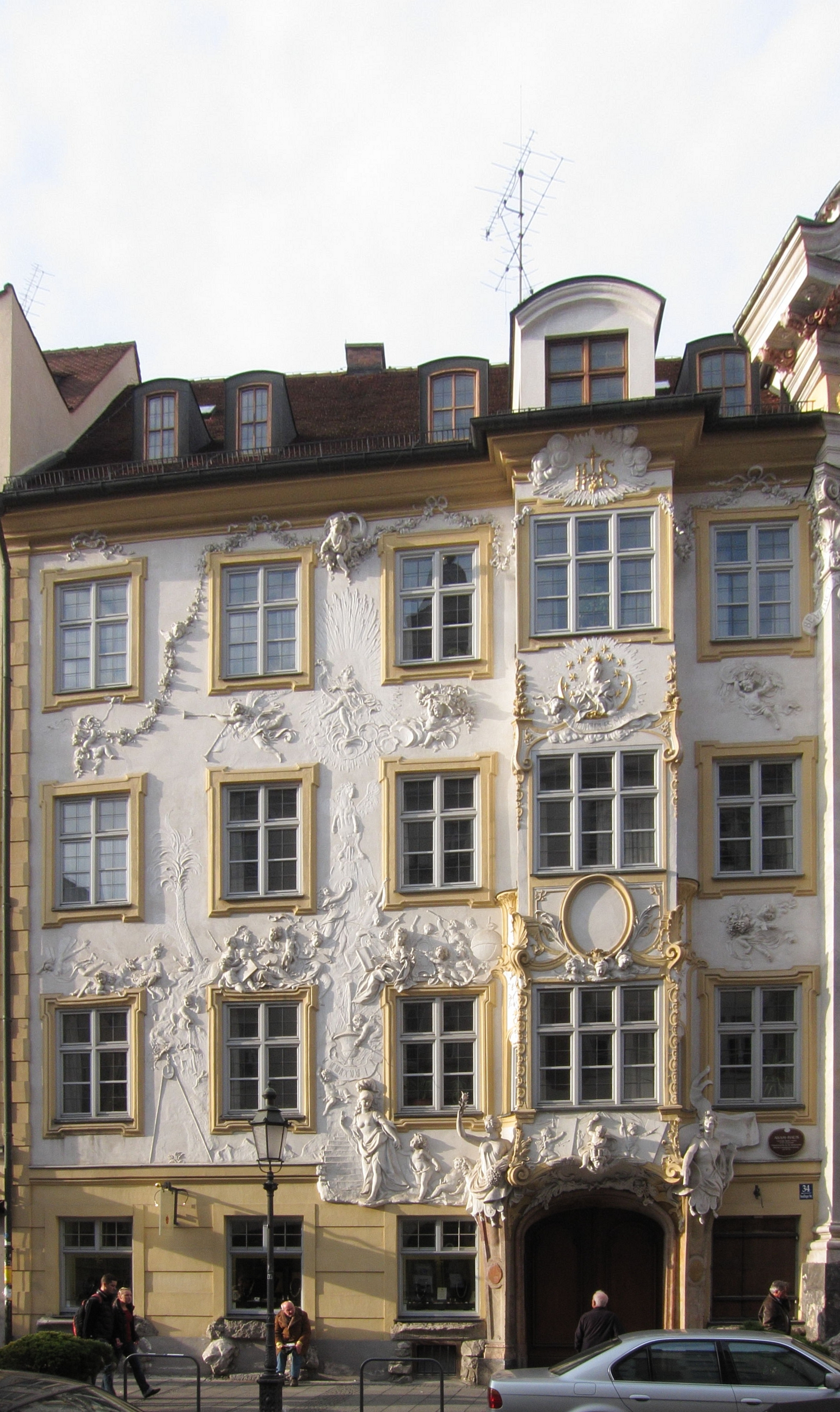
Asam-Haus in München, Wohnhaus von Egid Quirin Asam

Egid Quirin Asam, dessen Geburtsdatum unbekannt ist, wurde nachweislich am 1. September 1692 in Tegernsee getauft. Nach seiner Lehrzeit bei seinem Vater, dem Maler Hans Georg Asam, war seine erste selbständige Arbeit der Bau der Klosterkirche St. Mariä Himmelfahrt im niederbayerischen Rohr in den Jahren 1717 bis 1723. Egid Quirin arbeitete hauptsächlich mit seinem Bruder, dem Maler und Architekten Cosmas Damian Asam, zusammen. So schufen sie 1723/24 in knapp eineinhalb Jahren die Freskierung und Stuckierung des Freisinger Doms.
Nachdem Egid Quirin Asam sich in München niedergelassen hatte, konnte er zwischen 1729 und 1733 mehrere neben seinem Wohnhaus gelegene Grundstücke erwerben. Dort errichtete er ab 1733 zusammen mit seinem Bruder Cosmas Damian die „Asamkirche“ St. Johann Nepomuk, die als eines der bedeutendsten Bauwerke der beiden Hauptvertreter des süddeutschen Spätbarocks gilt. Egid Quirin arbeitete zuletzt in der kurpfälzischen Residenzstadt Mannheim an den Stuckaturen des Schlosses und an der Freskierung der Jesuitenkirche. Im Zweiten Weltkrieg sind diese Werke Asams in Mannheim zerstört worden. Zum Leben und Werk der Brüder Asam siehe Brüder Asam.